# Joan Birman
Pour les articles homonymes, voir Birman.
Joan Sylvia Lyttle Birman, née le 30 mai 1927 à New York, est une mathématicienne américaine spécialiste de topologie en basses dimensions, en particulier de théorie des nœuds.

## Biographie
Joan S. Birman a obtenu, à l'université Columbia, son B.A. en mathématiques en 1948 (au Barnard College) et son M.A. en physique en 1950. Elle a travaillé jusqu'en 1955 comme analyste de systèmes dans l'industrie aéronautique, puis a pris un congé pour élever ses trois enfants. En 1961, elle a commencé, sous la direction de Wilhelm Magnus, à préparer un Ph.D., qu'elle a soutenu en 1968 au Courant Institute of Mathematical Sciences de l'université de New York. De 1968 à 1971, elle a été maître de conférences à l'Institut de technologie Stevens et, à partir de 1972, professeur associé. À partir de 1973, elle a été professeur de mathématiques au Barnard College, où elle est professeur émérite depuis 2004. En 1987, elle était à l'Institute for Advanced Study, en 1991 à l'IHES et de 2004 à 2007, professeur-chercheuse à l'université Columbia. Elle a aussi été professeur invité entre autres à Paris, à l'université hébraïque de Jérusalem et au Technion de Haïfa, dont elle est depuis 1997 docteur honoris causa.
Birman est connue pour ses travaux sur la théorie des nœuds et des tresses, les groupes de classe d'applications (mapping class groups) et les 3-variétés. Ses travaux ont réussi à créer un lien entre la théorie des noeuds et le chaos dans les systèmes d’équations différentielles. Vaughan Jones lui a rendu hommage lors du Congrès international des mathématiciens de 1990, en recevant la médaille Fields pour ses nouveaux invariants de nœuds, sur lesquels elle aussi avait travaillé. 

## Prix et distinctions
Elle est membre honoraire de la Société mathématique de Moscou et membre de la Société européenne de mathématiques et de l'Académie des sciences de New York. De 1974 à 1976, elle a bénéficié d'une bourse Sloan de la Alfred P. Sloan Foundation. Elle a été conférencière Noether en 1987 portant sur la classification des nœuds et des entrelacs d'une 3-sphère. En 1994-95 elle a reçu une bourse Guggenheim, en 1996 le prix Chauvenet pour New points of view in knot theory et en 2005, un prix d'excellence en sciences et technologie de la municipalité de New York.
Elle est mariée depuis 1950 avec le physicien théoricien Joseph Birman (en) (1927-2016). Elle a fondé en 1990, en mémoire de sa sœur, le prix Ruth-Lyttle-Satter, décerné par l'AMS à des mathématiciennes.
Depuis 2013, l'Association for Women in Mathematics décerne le Prix Joan et Joseph Birman à de jeunes chercheuses exceptionnelles en topologie ou en géométrie grâce à un don de Joan Birman et de son mari.

## Sélection de publications
- (en) Braids, Links and Mapping class groups, PUP, coll. « Annals of Mathematics Studies » (no 82), 1975 (lire en ligne)
- (en) « Braids, Link Polynomials and a New Algebra », Transactions of the American Mathematical Society, vol. 313, no 1,‎ 1998, p. 249-273
- (en) « Recent developments in braid and link theory », Mathematical Intelligencer, vol. 13, no 1,‎ 1991, p. 52-60 (DOI 10.1007/BF03024073)
- (en) « New points of view in knot theory », Bull. Amer. Math. Soc., vol. 28,‎ 1993, p. 253-287 (lire en ligne)

## Source
- (de) Cet article est partiellement ou en totalité issu de l’article de Wikipédia en allemand intitulé « Joan Birman » (voir la liste des auteurs).